# Keith Mitchell
Keith Claudius Mitchell (12 de noviembre de 1946) es un químico, deportista retirado y político granadino, que ejerció como primer ministro de Granada entre 1995 y 2008, y nuevamente entre 2013 y 2022. Fue también líder del Nuevo Partido Nacional, uno de los principales partidos políticos del país, entre 1989 y 2024. Con 13 años en su primer mandato y 22 años sumando sus dos mandatos, Mitchell fue el Jefe de Gobierno granadino con más años de servicio (tanto consecutivos como no consecutivos) en la historia del país. Ejerció como líder de la Oposición en la Cámara de Representantes de Granada en dos ocasiones, desde 2008 hasta 2013 (entre sus dos mandatos como primer ministro) y nuevamente desde 2022 hasta su retiro en 2025.
Antes de involucrarse en política, Mitchell se desempeñó como atleta y fue capitán del equipo de críquet de Granada en 1973. Licenciado en Ciencias con un doctorado en la Universidad Americana, mantuvo una carrera en el campo estadístico, que lo llevó a trabajar Administración de Información Energética de los Estados Unidos. Mitchell fue opositor al régimen socialista del Gobierno Popular Revolucionario (1979-1983) e integró el Movimiento Democrático de Granada que agrupaba a granadinos exiliados. Tras la invasión estadounidense que derrocó al régimen en 1983, Mitchell retornó a Granada y participó en la formación de la coalición Nuevo Partido Nacional, que ganó aplastantemente las elecciones generales ese mismo año bajo el liderazgo de Herbert Blaize, siendo Mitchell elegido miembro de la Cámara de Representantes por la circunscripción de Saint George North West. Mitchell ha retenido dicha circunscripción por márgenes abrumadores en cada elección desde entonces y desde 2003 es el último representante de la primera legislatura posterior a la invasión estadounidense que continúa en el cargo, sosteniendo la carrera parlamentaria más larga de la historia granadina.
Durante el mandato de Blaize, Mitchell ocupó una serie de carteras ministeriales y, a medida que las crisis internas en el NNP provocaron divisiones en el seno del gobierno, comenzó a escalar posiciones. A partir de 1988, Mitchell lideró una facción del NNP descontenta con el rumbo del gobierno que derrocó a Blaize como líder del partido en enero de 1989, asumiendo Mitchell el liderazgo a pesar de la continuidad de Blaize en su cargo. Los conflictos posteriores a la victoria de Mitchell terminaron en la división del partido y a su derrota electoral en 1990. Mitchell permaneció en el Parlamento y lideró una vocal oposición a los gobiernos del Congreso Nacional Democrático, liderado por Nicholas Brathwaite y George Brizan. Tras encabezar una serie de huelgas y manifestaciones contra el gobierno, condujo al NNP a una estrecha victoria en las elecciones de 1995, permitiéndole asumir como primer ministro de Granada el 22 de junio de ese mismo año.
El primer período de Mitchell estuvo marcado por la aplicación de una mezcla de políticas económicas neoliberales, populistas y clientelistas cuyo objetivo primordial fue reducir el desempleo mediante el aliento a una masiva inversión extranjera para la creación de grandes obras de infraestructura. Su período de gobierno vio la transición definitiva de Granada a una economía basada en el turismo (industria en la que el país se encontraba atrasado respecto a otras naciones del Caribe anglófono). El éxito en la reducción del desempleo le valió una aplastante reelección en los comicios adelantados de 1999, en los cuales el NNP obtuvo la totalidad de los escaños parlamentarios, y una ajustada victoria en 2003 ante un NDC reconstituido. Sin embargo, el período posterior vio una serie de escándalos de corrupción en torno al financiamiento de su campaña y una crisis bancaria que provocó un progresivo revés en la situación económica, profundizado ante el comienzo de la crisis financiera global en 2008. En las elecciones de ese mismo año, el NNP resultó ampliamente derrotado por el NDC y Mitchell fue sucedido por su líder, Tillman Thomas, asumiendo en su lugar como líder de la Oposición en el Parlamento.
Sin embargo, el colapso económico fruto de la crisis, el aumento de la delincuencia, y los constantes conflictos internos en el gobierno de Thomas jugaron a favor del NNP y en las elecciones de 2013, Mitchell lideró al partido a un triunfo abrumador, ganando todos los escaños parlamentarios por segunda vez y volviendo al poder luego de un solo período. El segundo período de Mitchell en el poder vio una nueva baja del desempleo y una ligera recuperación económica, así como el descubrimiento de petróleo y gas en territorio marino de Granada que amplió oportunidades para la diversificación económica del país por encima del turismo y la agricultura. En este contexto, en las elecciones de 2018 el NNP reeditó su hazaña y obtuvo por tercera vez la totalidad de los escaños. A partir de ese año, sin embargo, una serie de proyectos controvertidos de reforma constitucional, sobre todo relativos a la independencia judicial, así como las consecuencias económicas derivadas de la pandemia de COVID-19 a partir de 2020 minaron su popularidad. En 2022, Mitchell convocó a elecciones anticipadas, en las que el NNP resultó ajustadamente derrotado. Mitchell fue sucedido por el líder del NDC, Dickon Mitchell (sin relación), el 24 de junio.  Mitchell asumió como líder de la Oposición y prometió retirarse del liderazgo del NNP en la siguiente convención del partido después de más de tres décadas. Tras sembrar dudas sobre una posible permanencia del liderazgo entre 2023 y 2024, finalmente no buscó la reelección y el 15 de diciembre de 2024 entregó el liderazgo del partido a Emmalin Pierre. Conservó el cargo de líder de la Oposición en la Cámara hasta el 21 de febrero de 2025, cuando dimitió y le cedió la posición a Pierre.
Considerado el líder político más poderoso en la Granada posterior a la invasión, Mitchell ha polarizado la opinión pública de su país durante la mayor parte de su carrera. Sus partidarios han defendido su historial de conservadurismo fiscal, su liderazgo estable y las obras completadas durante sus mandatos. Sus críticos han puesto constantemente en duda el éxito de sus políticas o el impacto, acusando a sus administraciones de prácticas corruptas. Durante sus gobiernos Mitchell fue acusado constantemente por la oposición de socavar la democracia granadina.

## Biografía
Keith Claudius Mitchell nació en la comunidad de Brizan, Saint George’s. Mitchell se graduó de la Universidad de las Indias Occidentales como licenciado en matemáticas y química en 1971. Tiene un máster por la Howard University, en 1975, y un doctorado en matemáticas y estadística en la American University, en 1979.

## Carrera deportiva
Mitchell fue jugador de cricket, de spinning, también fue capitán del equipo de Granada en 1973. Desde entonces, ha sido un notable administrador de críquet en las Indias Occidentales, en paralelo a su carrera política.

## Carrera política
En las elecciones generales de diciembre de 1984, Mitchell fue elegido para un escaño en la Cámara de Representantes por la circunscripción de St. George North West y ha ocupado el escaño en cada elección posterior. Mitchell fue elegido como líder del NNP en enero de 1989, derrotando al entonces primer ministro Herbert Blaize.  El 21 de julio de 1989, Blaize destituyó a Mitchell de su cargo como ministro de Comunicaciones y Obras.

## Primer ministro

### Primer periodo (1995-2008)
Después de que el NNP saliera victorioso en las elecciones generales celebradas el 20 de junio de 1995, ganando ocho de los 15 escaños de la Cámara de Representantes, Mitchell asumió el cargo de primer ministro, junto con su Gabinete, el 22 de junio. Bajo el liderazgo de Mitchell, el partido ganó los 15 escaños en las elecciones anticipadas celebradas en enero de 1999, y el PNN ganó por un estrecho margen un tercer mandato en el poder en las elecciones de noviembre de 2003, reducido a una mayoría parlamentaria de un escaño.
El Nuevo Partido Nacional fue derrotado en las elecciones generales celebradas el 8 de julio de 2008 por el Congreso Nacional Democrático (NDC), ganando sólo cuatro escaños frente a los 11 del NDC. Mitchell fue reelegido para ocupar su escaño por St. George North West. El líder del NDC, Tillman Thomas, sucedió a Mitchell como primer ministro el 9 de julio. Mitchell dijo que la gente votó por el cambio y felicitó a Thomas por su victoria. Tras las elecciones, continuó como líder del NNP y prestó juramento como líder de la oposición el 16 de julio de 2008. 

### Segundo periodo (2013-2022)
En las elecciones generales celebradas febrero de 2013, el NNP volvió a ganar los 15 escaños parlamentarios. Tras esta aplastante victoria, Mitchell prestó juramento como primer ministro el 20 de febrero de 2013.  De cara a las próximas elecciones, Mitchell predijo que su partido podría ganar los 15 escaños del parlamento por tercera vez. Mitchell y su Nuevo Partido Nacional hicieron historia al retener los 15 escaños en las elecciones generales de Granada del 13 de marzo de 2018. Es la primera vez que un partido político a nivel regional o de otro tipo ha logrado tal hazaña.
En junio de 2022, Mitchell convocó elecciones generales anticipadas. El Nuevo Partido Nacional fue derrotado por el Congreso Nacional Demócrata bajo el liderazgo de Dickon Mitchell, ganando solo 6 escaños frente a los 9 del NDC. Posteriormente, Mitchell se convirtió en líder de la oposición en la Cámara de Representantes de Granada.